# Честер (округ Орандж, Нью-Йорк)
Честер (англ. Chester) — місто (англ. town) в США, в окрузі Орандж штату Нью-Йорк. Населення — 12 646 осіб (2020).

## Демографія
Згідно з переписом 2010 року, у місті мешкала 11 981 особа в 4135 домогосподарствах у складі 3181 родини. Було 4372 помешкання
Расовий склад населення:
| - 80,6 % — білих - 7,6 % — чорних або афроамериканців - 4,1 % — азіатів - 0,4 % — корінних американців - 4,3 % — осіб інших рас |

До двох чи більше рас належало 2,9 %. Частка іспаномовних становила 13,9 % від усіх жителів.
За віковим діапазоном населення розподілялося таким чином: 26,4 % — особи молодші 18 років, 62,9 % — особи у віці 18—64 років, 10,7 % — особи у віці 65 років та старші. Медіана віку мешканця становила 39,8 року. На 100 осіб жіночої статі у місті припадало 94,7 чоловіків;  на 100 жінок у віці від 18 років та старших — 92,7 чоловіків також старших 18 років.
Середній дохід на одне домашнє господарство  становив 110 177 доларів США (медіана — 101 250), а середній дохід на одну сім'ю — 119 527 доларів (медіана — 106 237). Медіана доходів становила 65 938 доларів для чоловіків та 60 625 доларів для жінок. За межею бідності перебувало 5,8 % осіб, у тому числі 4,3 % дітей у віці до 18 років та 5,5 % осіб у віці 65 років та старших.
Цивільне працевлаштоване населення становило 6199 осіб. Основні галузі зайнятості: освіта, охорона здоров'я та соціальна допомога — 27,4 %, роздрібна торгівля — 16,3 %, мистецтво, розваги та відпочинок — 9,9 %, науковці, спеціалісти, менеджери — 9,6 %.